# Casarão Amazonas MacDowell
O Casarão Amazonas MacDowell é um palacete histórico localizado no município de Camaragibe, na área metropolitana do Recife em Pernambuco, Brasil.

## História
Antiga casa-grande do Engenho Camaragibe, o imóvel, que foi moradia de Samuel Wallace do Rego Barros MacDowell e Maria Anita Amazonas MacDowell, adquiriu feições neoclássicas no século XIX. Possui em seu interior a pequena capela de São Tiago Maior, de fins do século XVI.